# (17934) Deleon
(17934) Deleon (1999 GK39) – planetoida z grupy pasa głównego asteroid okrążająca Słońce w ciągu 3,65 lat w średniej odległości 2,37 j.a. Odkryta 12 kwietnia 1999 roku.